# 陈公懋
陈公懋（1414年—？），字行之，號玉溪，又自號錫谷老人，明朝诗人，著有《錫谷詩文集》。碧山吟社创建者之一。

## 生平
成化年间南京礼部尚书倪謙与陈公懋关系友好，并为其作赋《雪景為毗陵陳公懋賦》。陈公懋亦与成化二年丙戌科状元罗伦有书信往来。
成化二十年五月（1484年），陈公懋因进呈删改后的《四书朱子集注》，而触怒明宪宗并获罪，遭押遣还籍，史称“陈公懋案”。

## 诗作
《张俊墓》

湖山有骨葬重泉，惆怅青衣杳莫旋。
偏业复成南渡日，中原无复北归年。
荒凉古寝颓秋雨，零落残碑湿暝烟。
武穆坟头春满树，时时箫鼓庙门前。